# 베르트 트라우트만

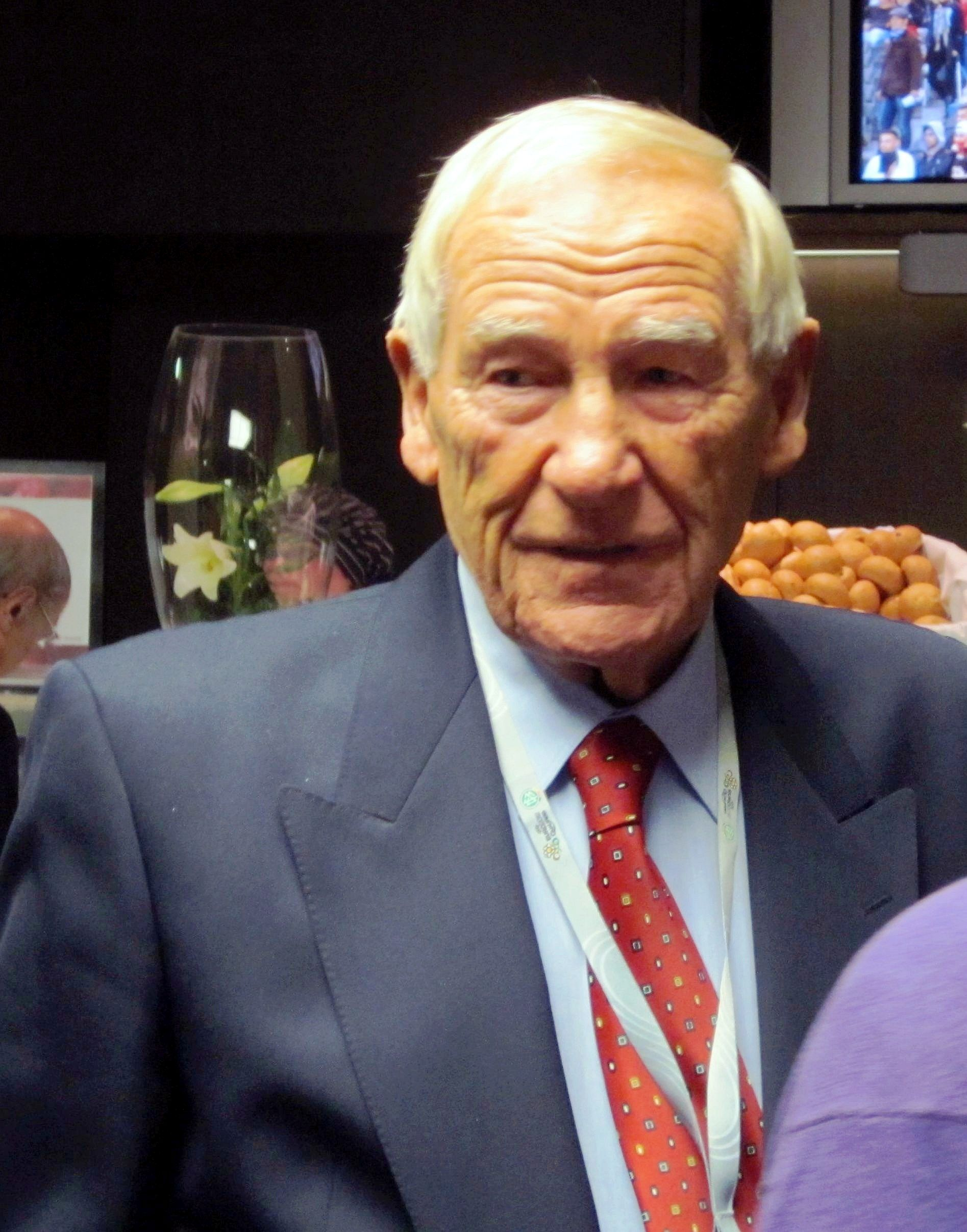
2010년 10월 모습

베르트 트라우트만(Bert Trautmann, 본명: 베른하르트 칼 "베르트" 트라우트만, Bernhard Carl "Bert" Trautmann, EK OBE BVO, 1923년 10월 22일 ~ 2013년 7월 19일)는 1949년부터 1964년까지 맨체스터 시티 FC에서 골키퍼 (축구)로 활약한 독일의 프로 축구 선수였다.
1933년 8월(9세), 그는 히틀러 청소년단의 하위 조직인 독일소년단(융볼크, Jungvolk)에 합류했다. 트라우트만은 제2차 세계 대전 초기에 루프트바페에 합류한 후 낙하산병으로 복무했다. 그는 처음에는 점령된 폴란드에 파견되었고 이후 3년 동안 동부 전선 (제2차 세계 대전)에서 싸워 철십자 훈장을 포함해 5개의 메달을 획득했다. 전쟁 후반에 그는 서부 전선 (제2차 세계 대전)으로 옮겨졌고, 전쟁이 끝나갈 무렵 영국군에 포로로 잡혔다. 자원병으로서 그는 당국에 의해 카테고리 "C" 포로로 분류되었는데, 이는 그가 나치로 간주되었음을 의미한다. 전쟁에서 살아남은 원래 1,000명 연대 중 단 90명 중 한 명인 그는 랭커셔주의 애쉬튼인메이커필드(Ashton-in-Makerfield)에 있는 전쟁 포로 수용소로 이송되었다. 트라우트만은 송환 제안을 거부했고 1948년 석방된 후 랭커셔주에 정착하기로 결정하고 농장 일과 지역 축구 팀인 세인트헬스타운(St Helens Town)의 골키퍼 역할을 결합했다.
세인트헬렌스의 성과로 인해 트라우트만이 뛰어난 골키퍼라는 명성을 얻었고 결과적으로 잉글리시 풋볼 리그 클럽의 관심을 끌었다. 1949년 10월, 그는 미국 최고 수준의 축구 리그인 1부 리그에서 뛰고 있는 클럽인 맨체스터 시티와 계약을 맺었다. 전 추축국 낙하산병과 계약하기로 한 클럽의 결정은 시위를 촉발시켰고, 2만 명이 시위에 참석했다. 시간이 지남에 따라 그는 클럽의 다음 250경기 중 5경기를 제외한 모든 경기에 출전하며 시티 골에서 좋은 활약을 펼쳤다.
1956년 FWA 올해의 축구 선수로 선정된 트라우트만은 1956년 FA 컵 결승전에서의 활약으로 축구계에 입문했다. 경기 종료 17분을 남기고 트라우트만은 버밍엄 시티의 피터 머피 발 밑으로 다이빙하던 중 심각한 부상을 입었다. 부상에도 불구하고 그는 계속해서 경기를 펼쳤고 팀의 3-1 리드를 유지하기 위해 결정적인 선방을 했다. 우승자의 메달을 수집하는 동안 그의 목은 눈에 띄게 비뚤어졌다. 3일 후 엑스선을 촬영한 결과 해당 부위가 파손된 것으로 나타났다.
트라우트만은 1964년까지 맨체스터 시티에서 545경기에 출전했다. 선수 생활을 마친 후 그는 처음에는 영국과 독일의 하위 디비전 팀에서 감독으로 옮겼고 나중에는 버마, 탄자니아, 파키스탄을 포함한 여러 국가로 데려가는 독일 축구 연맹 개발 계획의 일환으로 활동했다. 2004년에는 축구를 통해 영독 이해를 증진한 공로로 대영 제국 훈장(OBE)을 받았다. 트라우트만은 2013년 스페인 발렌시아 인근 자택에서 89세의 나이로 사망했다.